# 関根製作所
関根製作所（せきねせいさくじょ）は新潟県新潟市江南区にある金属加工業の会社。

## 会社概要
- 社名・株式会社関根製作所
- 創業・1967年4月
- 資本金・2000万円
- 従業員・56名
- 代表取締役社長・関根丈紀

## 主な事業
- シャッター、アルミエクステリア商品の製作販売
- ステンレス、アルミ、スチール板の加工

## 本社
- 新潟県新潟市江南区両川1-3604-8

## 柏崎営業所
- 新潟県柏崎市三和町3-47